# Tsukasa Tsurumaki
Tsukasa Tsurumaki (ur. 19 maja 1984) – japoński zapaśnik w stylu klasycznym. Dwukrotny uczestnik mistrzostw świata, trzynasty w 2009. Srebrny medalista igrzysk azjatyckich w 2010 i 2014. Brązowy medalista mistrzostw Azji w 2005 i 2009. Brąz na uniwersjadzie w 2005 i mistrzostwach Azji juniorów w 2004 roku.